# يو إف سي 289
يو إف سي 289: نونيز ألدانا (بالإنجليزية: UFC 289: Nunes vs. Aldana)‏ هو حدث لفنون القتال المختلطة نظمته يو إف سي، أُقيم في 10 يونيو 2023، على روجرز أرينا في فانكوفر، كولومبيا البريطانية، كندا.

## الجوائز الإضافية
حصل المقاتلون التالية أسماؤهم على مكافآت قدرها 50 ألف دولار.
- قتال الليلة: مارك أندريه باريولت ضد إريك أندرس
- أداء الليلة: تشارلز أوليفيرا، وومايك مالوت، وستيفن إرسج